# Peresiella clymenoides
Peresiella clymenoides är en ringmaskart som beskrevs av Harmelin 1968. Peresiella clymenoides ingår i släktet Peresiella och familjen Capitellidae. Arten har ej påträffats i Sverige. Inga underarter finns listade i Catalogue of Life.